# Ourouer-les-Bourdelins
Ourouer-les-Bourdelins – miejscowość i gmina we Francji, w Regionie Centralnym, w departamencie Cher.
Według danych na rok 1990 gminę zamieszkiwało 740 osób, a gęstość zaludnienia wynosiła 30 osób/km² (wśród 1842 gmin Regionu Centralnego Ourouer-les-Bourdelins plasuje się na 523. miejscu pod względem liczby ludności, natomiast pod względem powierzchni na miejscu 503.).